# Daniel Owsen
Dan Owsen es un empleado de Nintendo conocido principalmente por su columna "Ask Dan" (pregúntele a Dan) de la web oficial de Nintendo. También es famoso por su trabajo en la traducción de The Legend of Zelda. Su voz se puede oír al principio de Super Metroid diciendo "el último Metroid está atrapado… la galaxia está en la paz."
Dan Owsen ha trabajado en NOA desde 1989 en varios departamentos distintos. Comenzó en servicio del consumidor durante los días del NES, y se ha movido desde entonces de departamento en departamento, primero yendo a publicaciones, luego a desarrollo de producto, y después de nuevo a publicaciones a trabajar en el área en línea. Algunas de las cosas más notables que ha hecho en la empresa han sido trabajar con el equipo de R&D de Shigeru Miyamoto, escribir el texto en pantalla para los juegos de Zelda en SNES y en Game Boy y registrar su voz para algunos juegos.

## Juegos
- The Legend of Zelda: Ocarina of Time (1998)
- The Legend of Zelda: Link's Awakening DX (1998)
- Donkey Kong Country 2: Diddy's Kong Quest (1995)
- Donkey Kong Land (1995)
- Galactic Pinball (1995)
- Killer Instinct (1995)
- Kirby's Avalanche (1995)
- Teleroboxer (1995)
- Donkey Kong Country (1994)
- EarthBound (1994)
- Illusion of Gaia (1994)
- Super Metroid (1994)
- Wario Land: Super Mario Land 3 (1994)
- Kirby's Adventure (1993)
- The Legend of Zelda: Link's Awakening (1993)
- Star Fox (1993)
- The Legend of Zelda: A Link to the Past (1991)
- Metroid II: Return of Samus (1991)